# Pedro Abad
Pedro Abad ist eine Gemeinde in der spanischen Provinz Córdoba (Autonome Region Andalusien). Der Ort befindet sich im Tal des Flusses Guadalquivir an der Autovía Madrid-Sevilla in etwa 35 Kilometer Entfernung zur Provinzhauptstadt Córdoba.

## Geschichte
An der Stelle des heutigen Ortes befand sich zur Zeit der römischen Herrschaft eine Gemeinde namens Sacili Martialium. Auf dem Grundstück des Anwesens Alcurrucén entdeckte man Reste einer blühenden römischen Stadt, die heute im Museo Arqueológico Provincial Sacili ausgestellt sind.
Die Gründung der Ortschaft Pedro Abad hängt mit Pedro Meneses, dem Abt (span. abad) von König Ferdinand III., und einem Bild, das die Kreuzigung Jesu zeigt, zusammen. Dieses Bild, das der Abt aus Galicien mitbrachte, soll der Legende nach Wunder bewirkt haben. Aus diesem Grund errichtete Ferdinand III. dort ein Lager, das später in ein Hospital umgewandelt und von Pedro Meneses geleitet wurde. Um dieses Hospital herum bildete sich allmählich eine Siedlung, die den Kern der heutigen Ortschaft darstellt. Pedro Abad wurde damals als Besitz der Stadt Córdoba (span. realengo del Concejo de Córdoba) unmittelbar der Krone unterstellt.

## Sehenswürdigkeiten

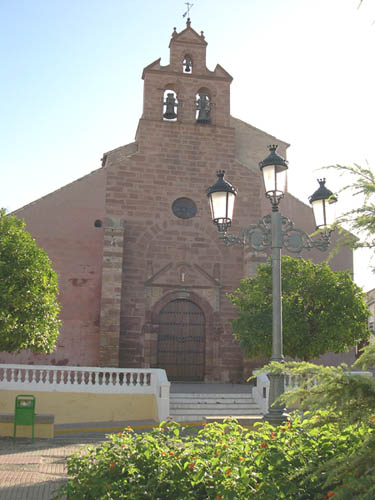
Nuestra Sra. de la Asunción

- Nuestra Sra de la Asunción: Eine Kirche aus dem 14. Jahrhundert, gelegen am Hauptplatz von Pedro Abad.
- Santo Cristo: Eine außerhalb des Ortes gelegene Kapelle aus der Zeit der Reconquista (Rückeroberung Spaniens durch die Katholischen Könige).
- Sagrado Corazón: Eine Kirche innerhalb des Stadtmauerrings, die unmittelbar neben dem Geburtshaus der Heiligen Rafaela Porras y Ayllón errichtet ist.
- Bascharat-Moschee: Die erste nach der Reconquista gebaute Moschee in Spanien. Sie wurde von der Ahmadiyya Muslim Jamaat in Pedro Abad errichtet und am 10. September 1982 von Mirza Tahir Ahmad eingeweiht.

## Wirtschaft
Hauptsächlich ist Pedro Abad von der Landwirtschaft geprägt. Im Umland des Ortes wird größtenteils der Anbau von Getreide, Sonnenblumen, Baumwolle und Rüben betrieben.

## Belege
1. ↑  Instituto Nacional de Estadística Municipal Register of Spain